# عضلة ذات بطنين
العَضَلَةُ ذاتُ البَطْنَين (باللاتينية: musculus digastricus)، هي عضلة صغيرة تحت الفك. يُشير الاسم العَضَلَةُ ذاتُ البَطْنَين إلى هذه العضلة بالتحديد، على الرُّغم من وجود عضلات أخرى ذات بطنين منفصلين مثل رِباطُ ترايتس والعَضَلَةُ الكَتِفِيَّةُ اللَّامِيَّة والعَضَلَةُ القَذالِيَةُ الجَبْهِيَّة.
تقع تحت الفك السفليّ، وتمتد بانحناءٍ من الخُشَّاء إلى الارتفاق الذقنيّ، وتنتمي إلى جُملة العضلات فوق اللامية.
تَمتَدُّ طبقة سِفاقيّة واسعة على كِلا جانبي وَتَر العضلة ذات البَطنين، لترتبط بالجسم وبقَرْن العَظم اللَّاميّ؛ وتُدعى هذه الطبقة بالسِفاق فَوقَ اللّامي (suprahyoid aponeurosis).

## البنية
تتألَّف العضلة ذات البطنين من بطنين عضليين متّحدين بواسطة وتر مدوّر متوسِّط بينهما، ولهما مَنشأ جَنينيّ مُختلف، ومُعصّبان بأعصاب قِحفيّة مُختلفة.
لكلّ شخصٍ عضلتين ذات البطنين يُمنى ويُسرى. واتُّفق في أغلب النقاشات التشريحيّة على استخدام اللّفظ المُفرد عند الإشارة لعضلةٍ ما، حتّى وإن احتوى الجسم على اثنتين منها (واحدة على اليمين والأخرى على اليسار). كمثال، نقول العَضَلة الدَّالِيَّة على الرُّغم من وجود عضلتين؛ واحدة في كلّ كتِف، وهذا يُشبه قولنا «العضلة ذات البطنين» آنفًا.

### البطن الخلفي
البطن الخلفيّ أطول من البطن الأماميّ، ويَنشأ من الثُّلْمَةُ الخُشَّائِيَّة على السّطح السُفليّ للجمجمة، وإِنْسِيّة نسبةً للنَّاتِئ الخُشَّائِيّ للعظم الصدغيّ. الثّلمة الخشائيّة هي أُخدود عميق بين النّاتئ الخشائيّ والنّاتئ الإِبْرِيّ، ويُشار لها باِسم تَلَمُ ذاتِ البَطْنَين أو حُفْرَةُ ذاتِ البَطْنَين.
يُعَصَّب البطن الخلفي بواسطة فَرْع ذات البطنين للعصب الوجهي.
تمتد عضلة ذات البطنين بين النّاتئ الخشائيّ للجمجمة إلى الفكّ السفليّ عند الذّقن، وتصبح جزئيًّا وَترًا يمر عبر بَكَرَة (عضلة) وتريّة (tendinous pulley) مرتبطة بالعظم اللَّامِيّ. وتَنشأ من القَوس البلعومِيَّة الثانية.

### البطن الأمامي
ينشأ البطن الأماميّ من انخماصٍ على الوجه الداخليّ للحافَّة السفليّة للفكّ السفليّ يدعى حفرة ذات البطنين للفك السفلي، القريبة من الارتِفاق الذَّقنِيّ، والّتي تَمُرّ نُزولًا وارتِدادًا.
يُعَصَّب البطن الأماميّ بواسطة العَصَب الثُّلاثِيُّ التَّوائِم عبر العَصَب الضِرْسِيّ اللَّامِيّ، الّذي هو فرع من العَصَبُ السِّنْخِيُّ السُّفْلِيّ، والّذي هو أيضًا فرع من القِسم الفَكّي للعصب ثُلاثيّ التّوائم. ويَنشأ من القوس البلعومِيَّة الأولى.

### الوتر المتوسط
ينتهي البَطنان عند وَتَرٍ مُتَوَسِّط يخترق العَضَلَة الإِبْرِية اللَّامِيَّة، ويُحمَل في اتّصالٍ مع جانب جسم العضلة والقَرْن الكَبير للعظم اللّامي بواسطة حلقة ليفيّة قد تُبَطَّن أحيانًا بغِمْدٍ مُخاطِيّ.

## روابط خارجيّة
- Frontal section
- شكل تشريحي: 34:02-02 على موقع مركز سوني دونستات الطبي (تشريح بشري عبر الإنترنت).
- صور تشريحية:24:17-0101 في مركز داونستيت الطبي التابع لجامعة نيويورك
- "Anatomy diagram: 25420.000-1". Roche Lexicon - illustrated navigator. Elsevier. مؤرشف من الأصل في 2014-01-01.